# Ryszard Coufal
Ryszard Lucjan Coufal (ur. 30 czerwca 1950 w Szczecinie) – polski inżynier, profesor nauk technicznych.

## Życiorys
W 1973 ukończył studia architektury i budownictwa w Politechnice Szczecińskiej, w 1992 obronił pracę doktorską pt. Model matematyczny ruchu rumowiska w ujściowym odcinku rzeki uwzględniający oddziaływanie wiatru, której promotorem był prof. Zygmunt Meyer, w 1996 habilitował się na podstawie pracy zatytułowanej Zmiany położenia dna w ujściowym odcinku rzeki wywołane ruchem rumowiska. W 2014 uzyskał tytuł profesora nauk technicznych.
Pracował w Zachodniopomorskim Uniwersytecie Technologicznym w Szczecinie i w Politechnice Szczecińskiej.

## Życie prywatne
Ma żonę Małgorzatę i córkę Wandę.

## Odznaczenia
- Odznaka honorowa „Za Zasługi dla Ochrony Środowiska i Gospodarki Wodnej”[1]
- Medal za zasługi dla Politechniki Szczecińskiej[1]
- Medal Komisji Edukacji Narodowej[1]
- Złoty Krzyż Zasługi (2000)[5]